# Yang Guirong
Yang Guirong, född 1941 i Shanghai, är en kinesisk diplomat som var Folkrepubliken Kinas ambassadör i Sverige från augusti 1993 till februari 1997.
Han gick med i Kinas kommunistiska parti 1972 och förutom Sverige har varit Kinas ambassadör i Madagaskar.